# Anchemolo
Anchemolo è  un personaggio della mitologia classica. La sua figura, già presente in alcuni autori greci, viene ripresa nell'Eneide di Virgilio (libro X).

## Il mito

### Le origini
Anchemolo è figlio del re dei Marsi, Reto; viene escluso dalla successione allorquando violenta la matrigna Casperia. Il grave fatto segna anche l'esilio perpetuo del giovane, che si rifugia infine presso Turno, il re dei Rutuli. Questi gli accorda protezione dopo averlo purificato per il crimine commesso.

### La morte
Scoppiata la guerra contro i troiani di Enea, Anchemolo, ormai divenuto un rutulo a tutti gli effetti, si arruola nell'esercito di Turno. Viene ucciso in combattimento da Pallante.